# Roberto Gagliardini
Roberto Gagliardini (nascut el 7 d'abril de 1994) és un futbolista italià que juga com a migcampista per l'AC Monza i la selecció italiana

## Palmarès
Inter Milà
- Serie A: 2020–21[1]
- Copa italiana: 2021–22, 2022–23
- Supercopa italiana: 2021, 2022